# Дом Соловцова
Дом И. И. Соловцова (М. Ф. Котельникова) — здание в Чебоксарах, имеющее статус памятника архитектуры федерального значения. Адрес: улица Константина Иванова, 1Б (прежний адрес — Союзная улица, 23).

## История
В 1816 году на базе Чебоксарского малого народного училища было торжественно открыто Чебоксарское уездное двухклассное училище, которое расположилось в каменном двухэтажном здании, известном под названием Дом Соловцова. Этот дом был построен чебоксарским купцом М.Ф. Котельниковым (по другим сведениям — Фёдором Никифоровичем Котельниковым) ещё в I половине XVIII века как составная часть усадебного комплекса на берегу Волги — близ устья речки Чебоксарки. Особую роль в открытии Чебоксарского уездного двухклассного училища сыграл профессор Казанского университета П. С. Кондырев, который участвовал в открытии и преобразовании всех училищ Казанской губернии. Значительную роль он сыграл и в обеспечении училища книгами и учебными пособиями. Почётным гостем училища при открытии в 1816 году был живший в своем имении под Цивильском русский историк и писатель Н. С. Арцыбашев, который с 1821 по 1822 год являлся почётным смотрителем училища.
Внешний облик здания училища (Дома Соловцева) претерпел многочисленные изменения; первоначальный барочный декор фасадов был утрачен; центральная часть главного фасада выделена ризалитом, акцентированным арочными окнами и парапетом в форме ступенчатого аттика; фасады оштукатурены, архитектурного декора не имеют. Внутренняя планировка изменилась незначительно; все помещения размещаются по периметру коридоров; перекрытия комнат, залов и коридоров — коробовые и корытные своды.
В 1835 году Чебоксарское уездное двухклассное училище было преобразовано в Чебоксарское уездное трёхклассное училище; с 1879 года — Чебоксарское городское трёхклассное училище; с 1902 — Чебоксарское городское четырёхклассное училище; с 1912 — Чебоксарское высшее начальное училище.
До Октябрьской революции в стенах располагавшегося в Доме Соловцева училища в разные годы обучались: будущий Герой Советского Союза генерал-полковник А. Н. Боголюбов (1916), контр-адмирал А. И. Родионов, музыкант А. Н. Тогаев и др.
После Октябрьской революции в Советской России была проведена школьная реформа. Согласно постановлению народного комиссариата по просвещению от 21 января 1918 года были упразднены инспектора народных училищ, училищные советы; всё делопроизводство было передано отделам народного образования при местных советах рабочих, солдатских и крестьянских депутатов. Положение о единой трудовой школе РСФСР от 16 октября 1918 года определило двухступенчатую структуру общеобразовательной школы: школа I ступени — для детей от 8 до 13 лет с 5-летним курсом обучения; школа II ступени — для детей 13—17 лет с 4-летним курсом. Вводилось бесплатное образование и совместное обучение детей обоего пола. В соответствии с реформой располагавшееся в Доме Соловцева Чебоксарское высшее начальное училище в 1918 году было переименовано в советскую Чебоксарскую школу II ступени № 1 (Чебоксарская школа II ступени № 2 была создана путём преобразования чебоксарской женской гимназии). В здании Чебоксарской школы II ступени № 1 в 1920 году также открылась Чебоксарская детская музыкальная школа. Все занятия музыкальной школы проходили только в вечернее время; когда в общеобразовательной школе проводились какие-либо мероприятия и классы, где стояли музыкальные инструменты, были заняты, учащиеся музыкальной школы, вместе с педагогами стояли часами у дверей и ждали, когда освободится помещение. В 1929 году музыкальная школа съехала в другое здание. Улица, в котором находилось историческое здание — Дом Соловцева к 1927 году называлась улицей Зиновьева. Занятия часто проходили в холодных помещениях при керосиновых лампах, коптилках.
После революции 1917 года в здании размещались школа, филармония и музыкальная школа, с 1940 года — Чебоксарское художественное училище.